# Quarterback titolari dei Los Angeles Rams
Questi quarterback sono partiti come titolari per i Los Angeles Rams della National Football League. Sono inseriti in ordine di data a partire dalla prima partenza come titolari nei Rams.

## Quarterback titolari

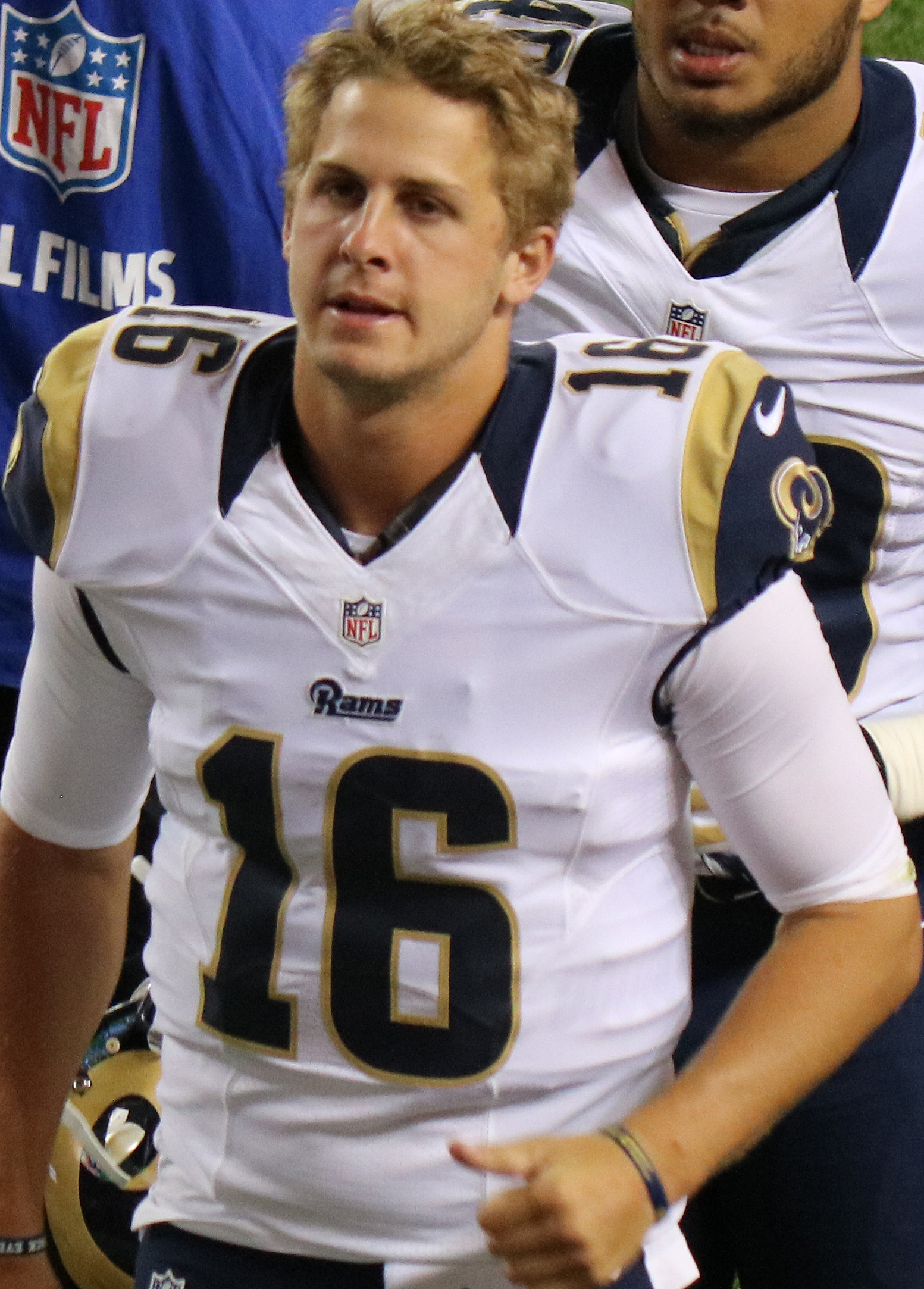
Jared Goff, 2016–2020

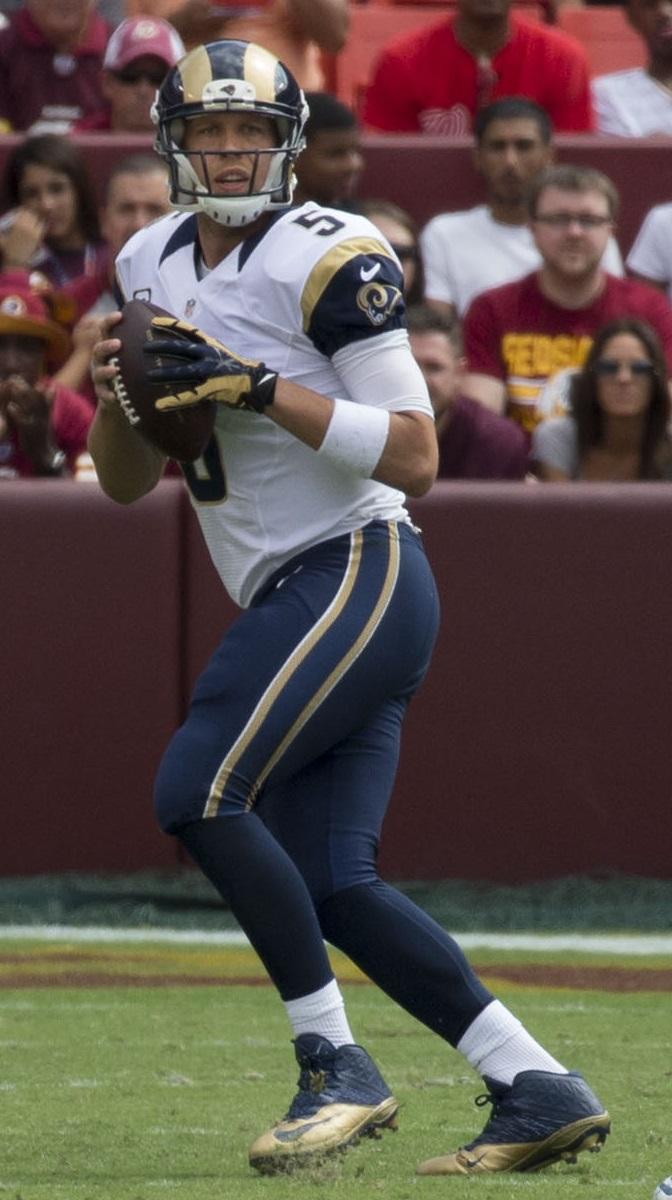
Nick Foles (2015)

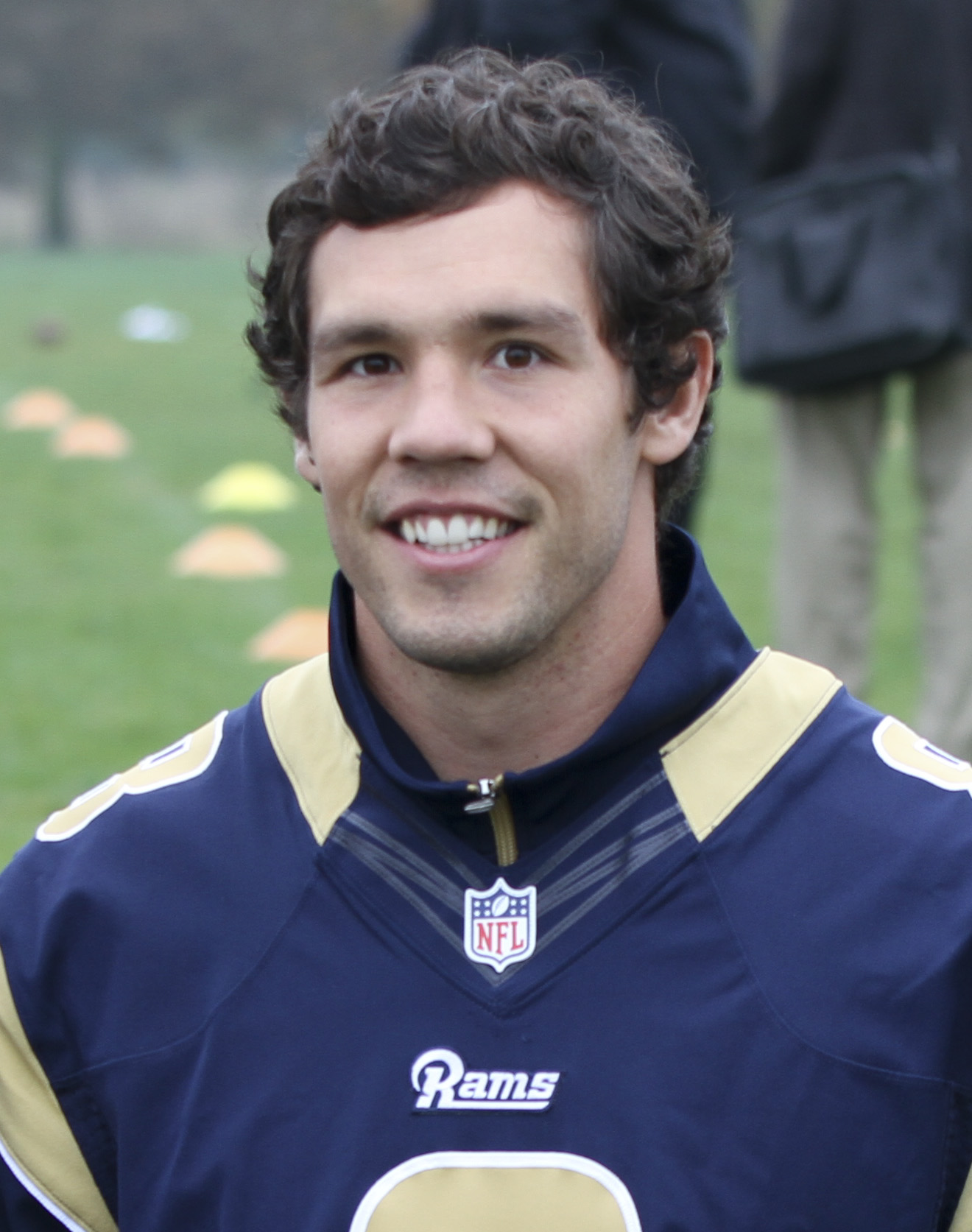
Sam Bradford (2010–2013)

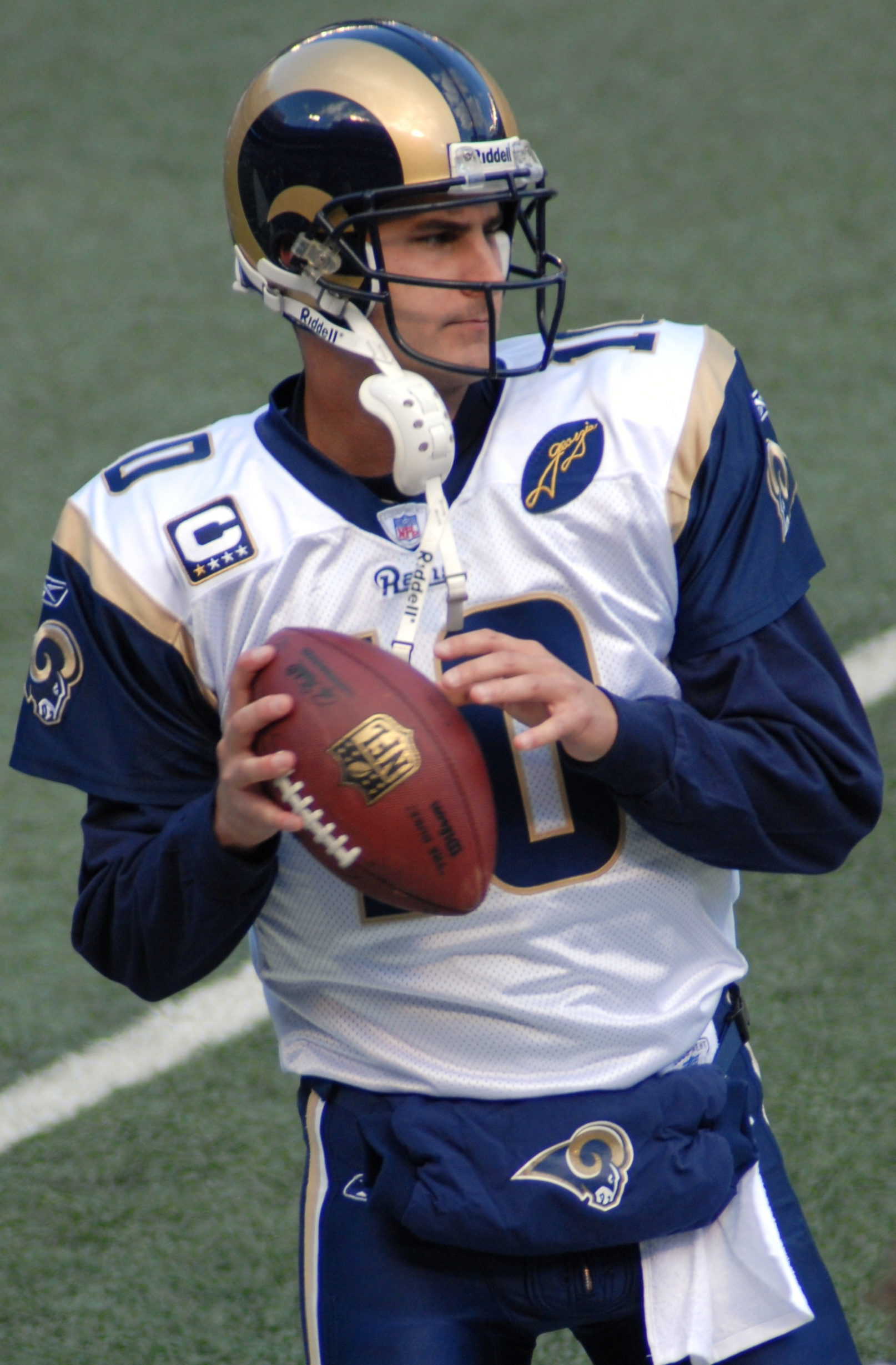
Marc Bulger (2002–2009)

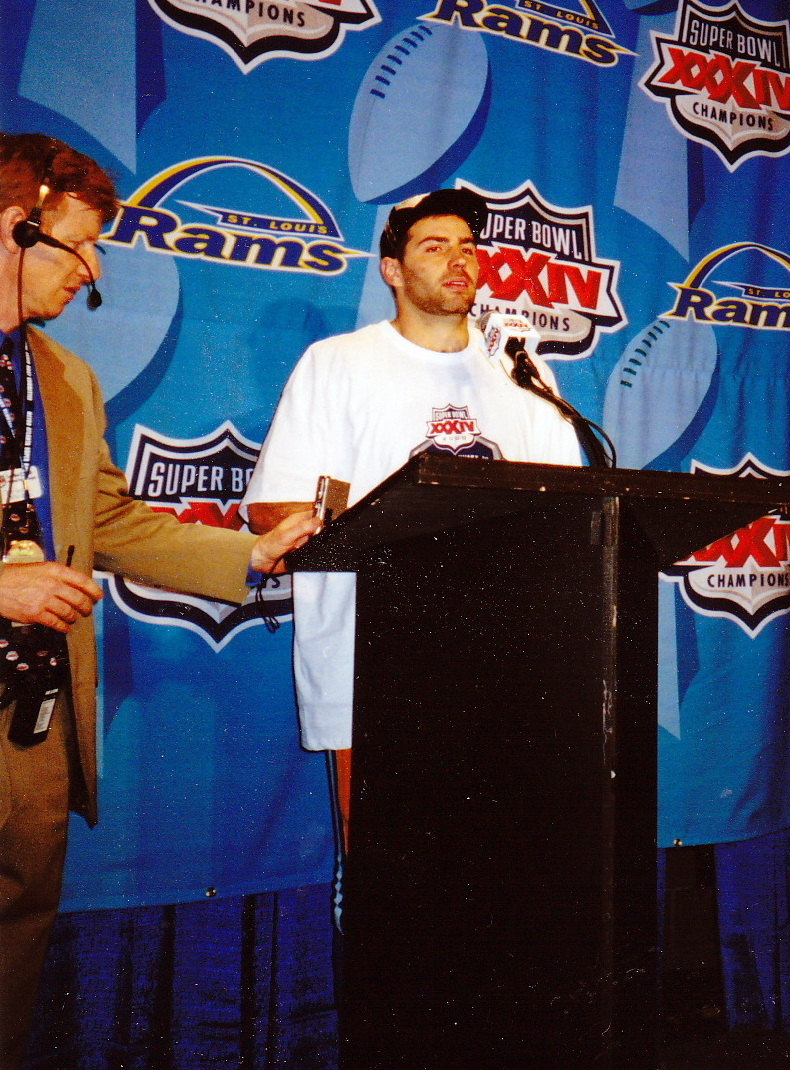
Kurt Warner (1999–2003)

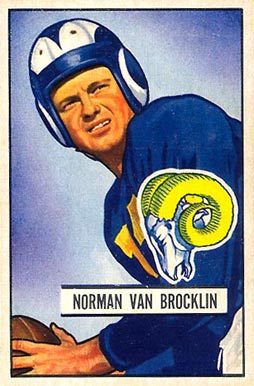
Norm Van Brocklin (1950–1957)

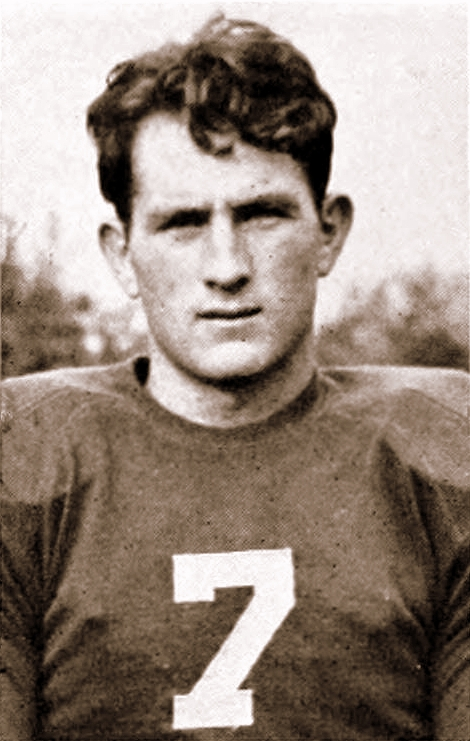
Bob Waterfield (1945-1952)

Lista di tutti i quarterback titolari dei Los Angeles Rams. Il numero tra parentesi indica il numero di gare da titolare giocate nella stagione:

### Stagione regolare
| Stagione                         | Quarterback                                                                      |                                  |                                  |                                  |                                  |                                  |
| Los Angeles Rams 2016 - presente | Los Angeles Rams 2016 - presente                                                 | Los Angeles Rams 2016 - presente | Los Angeles Rams 2016 - presente | Los Angeles Rams 2016 - presente | Los Angeles Rams 2016 - presente | Los Angeles Rams 2016 - presente |
| -------------------------------- | -------------------------------------------------------------------------------- | -------------------------------- | -------------------------------- | -------------------------------- | -------------------------------- | -------------------------------- |
| 2024                             | Matthew Stafford (15) / Carson Wentz (1) / Brett Rypien (1)                      |                                  |                                  |                                  |                                  |                                  |
| 2022                             | Matthew Stafford (9) / Baker Mayfield (4) / John Wolford (3) / Bryce Perkins (1) |                                  |                                  |                                  |                                  |                                  |
| 2021                             | Matthew Stafford (17)                                                            |                                  |                                  |                                  |                                  |                                  |
| 2020                             | Jared Goff (15) / John Wolford (1)                                               |                                  |                                  |                                  |                                  |                                  |
| 2019                             | Jared Goff (16)                                                                  |                                  |                                  |                                  |                                  |                                  |
| 2018                             | Jared Goff (16)                                                                  |                                  |                                  |                                  |                                  |                                  |
| 2017                             | Jared Goff (15) / Sean Mannion (1)                                               |                                  |                                  |                                  |                                  |                                  |
| 2016                             | Case Keenum (9) / Jared Goff (7)                                                 |                                  |                                  |                                  |                                  |                                  |
| St. Louis Rams 1995 - 2015       |                                                                                  |                                  |                                  |                                  |                                  |                                  |
| 2015                             | Nick Foles (11) / Case Keenum (5)                                                |                                  |                                  |                                  |                                  |                                  |
| 2014                             | Austin Davis (8) / Shaun Hill (8)                                                |                                  |                                  |                                  |                                  |                                  |
| 2013                             | Kellen Clemens (9) / Sam Bradford (7)                                            |                                  |                                  |                                  |                                  |                                  |
| 2012                             | Sam Bradford (16)                                                                |                                  |                                  |                                  |                                  |                                  |
| 2011                             | Sam Bradford (10) / A.J. Feeley (3) / Kellen Clemens (3)                         |                                  |                                  |                                  |                                  |                                  |
| 2010                             | Sam Bradford (16)                                                                |                                  |                                  |                                  |                                  |                                  |
| 2009                             | Marc Bulger (8) / Kyle Boller (4) / Keith Null (4)                               |                                  |                                  |                                  |                                  |                                  |
| 2008                             | Marc Bulger (15) / Trent Green (1)                                               |                                  |                                  |                                  |                                  |                                  |
| 2007                             | Marc Bulger (12) / Gus Frerotte (3) / Brock Berlin (1)                           |                                  |                                  |                                  |                                  |                                  |
| 2006                             | Marc Bulger (16)                                                                 |                                  |                                  |                                  |                                  |                                  |
| 2005                             | Marc Bulger (8) / Jamie Martin (5) / Ryan Fitzpatrick (3)                        |                                  |                                  |                                  |                                  |                                  |
| 2004                             | Marc Bulger (14) / Chris Chandler (2)                                            |                                  |                                  |                                  |                                  |                                  |
| 2003                             | Marc Bulger (15) / Kurt Warner (1)                                               |                                  |                                  |                                  |                                  |                                  |
| 2002                             | Marc Bulger (7) / Kurt Warner (6) / Jamie Martin (2) / Scott Covington (1)       |                                  |                                  |                                  |                                  |                                  |
| 2001                             | Kurt Warner (16)                                                                 |                                  |                                  |                                  |                                  |                                  |
| 2000                             | Kurt Warner (11) / Trent Green (5)                                               |                                  |                                  |                                  |                                  |                                  |
| 1999                             | Kurt Warner (16)                                                                 |                                  |                                  |                                  |                                  |                                  |
| 1998                             | Tony Banks (14) / Steve Bono (2)                                                 |                                  |                                  |                                  |                                  |                                  |
| 1997                             | Tony Banks (16)                                                                  |                                  |                                  |                                  |                                  |                                  |
| 1996                             | Tony Banks (13) / Steve Walsh (3)                                                |                                  |                                  |                                  |                                  |                                  |
| 1995                             | Chris Miller (13) / Mark Rypien (3)                                              |                                  |                                  |                                  |                                  |                                  |
| Los Angeles Rams 1946 - 1994     |                                                                                  |                                  |                                  |                                  |                                  |                                  |
| 1994                             | Chris Miller (10) / Chris Chandler (6)                                           |                                  |                                  |                                  |                                  |                                  |
| 1993                             | Jim Everett (9) / T.J. Rubley (7)                                                |                                  |                                  |                                  |                                  |                                  |
| 1992                             | Jim Everett (16)                                                                 |                                  |                                  |                                  |                                  |                                  |
| 1991                             | Jim Everett (16)                                                                 |                                  |                                  |                                  |                                  |                                  |
| 1990                             | Jim Everett (16)                                                                 |                                  |                                  |                                  |                                  |                                  |
| 1989                             | Jim Everett (16)                                                                 |                                  |                                  |                                  |                                  |                                  |
| 1988                             | Jim Everett (16)                                                                 |                                  |                                  |                                  |                                  |                                  |
| 1987                             | Jim Everett (11) / Steve Dils (4)                                                |                                  |                                  |                                  |                                  |                                  |
| 1986                             | Steve Bartkowski (6) / Jim Everett (5) / Steve Dils (5)                          |                                  |                                  |                                  |                                  |                                  |
| 1985                             | Dieter Brock (15) / Jeff Kemp (1)                                                |                                  |                                  |                                  |                                  |                                  |
| 1984                             | Jeff Kemp (13) / Vince Ferragamo (3)                                             |                                  |                                  |                                  |                                  |                                  |
| 1983                             | Vince Ferragamo (16)                                                             |                                  |                                  |                                  |                                  |                                  |
| 1982                             | Vince Ferragamo (5) / Bert Jones (4)                                             |                                  |                                  |                                  |                                  |                                  |
| 1981                             | Pat Haden (11) / Dan Pastorini (5)                                               |                                  |                                  |                                  |                                  |                                  |
| 1980                             | Vince Ferragamo (15) / Pat Haden (1)                                             |                                  |                                  |                                  |                                  |                                  |
| 1979                             | Pat Haden (10) / Vince Ferragamo (5) / Jeff Rutledge (1)                         |                                  |                                  |                                  |                                  |                                  |
| 1978                             | Pat Haden (16)                                                                   |                                  |                                  |                                  |                                  |                                  |
| 1977                             | Pat Haden (10) / Joe Namath (4)                                                  |                                  |                                  |                                  |                                  |                                  |
| 1976                             | Pat Haden (7) / James Harris (5) / Ron Jaworski (2)                              |                                  |                                  |                                  |                                  |                                  |
| 1975                             | James Harris (13) / Ron Jaworski (1)                                             |                                  |                                  |                                  |                                  |                                  |
| 1974                             | James Harris (9) / John Hadl (5)                                                 |                                  |                                  |                                  |                                  |                                  |
| 1973                             | John Hadl (14)                                                                   |                                  |                                  |                                  |                                  |                                  |
| 1972                             | Roman Gabriel (12) / Pete Beathard (2)                                           |                                  |                                  |                                  |                                  |                                  |
| 1971                             | Roman Gabriel (14)                                                               |                                  |                                  |                                  |                                  |                                  |
| 1970                             | Roman Gabriel (14)                                                               |                                  |                                  |                                  |                                  |                                  |
| 1969                             | Roman Gabriel (14)                                                               |                                  |                                  |                                  |                                  |                                  |
| 1968                             | Roman Gabriel (14)                                                               |                                  |                                  |                                  |                                  |                                  |
| 1967                             | Roman Gabriel (14)                                                               |                                  |                                  |                                  |                                  |                                  |
| 1966                             | Roman Gabriel (14)                                                               |                                  |                                  |                                  |                                  |                                  |
| 1965                             | Bill Munson (10) / Roman Gabriel (4)                                             |                                  |                                  |                                  |                                  |                                  |
| 1964                             | Bill Munson (8) / Roman Gabriel (6)                                              |                                  |                                  |                                  |                                  |                                  |
| 1963                             | Roman Gabriel (9) / Zeke Bratkowski (4) / Terry Baker (1)                        |                                  |                                  |                                  |                                  |                                  |
| 1962                             | Zeke Bratkowski (9) / Roman Gabriel (4) / Ron Miller (1)                         |                                  |                                  |                                  |                                  |                                  |
| 1961                             | Zeke Bratkowski (11) / / Frank Ryan (3)                                          |                                  |                                  |                                  |                                  |                                  |
| 1960                             | Billy Wade (6) / Frank Ryan (5) / Buddy Humphrey (1)                             |                                  |                                  |                                  |                                  |                                  |
| 1959                             | Billy Wade (9) / Frank Ryan (3)                                                  |                                  |                                  |                                  |                                  |                                  |
| 1958                             | Billy Wade (12)                                                                  |                                  |                                  |                                  |                                  |                                  |
| 1957                             | Norm Van Brocklin (12)                                                           |                                  |                                  |                                  |                                  |                                  |
| 1956                             | Billy Wade (8) / Norm Van Brocklin (4)                                           |                                  |                                  |                                  |                                  |                                  |
| 1955                             | Norm Van Brocklin (12)                                                           |                                  |                                  |                                  |                                  |                                  |
| 1954                             | Norm Van Brocklin (11) / Billy Wade (1)                                          |                                  |                                  |                                  |                                  |                                  |
| 1953                             | Norm Van Brocklin (12)                                                           |                                  |                                  |                                  |                                  |                                  |
| 1952                             | Bob Waterfield (6) / Norm Van Brocklin (6)                                       |                                  |                                  |                                  |                                  |                                  |
| 1951                             | Bob Waterfield (10) / Norm Van Brocklin (2)                                      |                                  |                                  |                                  |                                  |                                  |
| 1950                             | Bob Waterfield (6) / Norm Van Brocklin (6)                                       |                                  |                                  |                                  |                                  |                                  |
| 1949                             | Bob Waterfield (11)                                                              |                                  |                                  |                                  |                                  |                                  |
| 1948                             | Bob Waterfield (8) / Jim Hardy (3)                                               |                                  |                                  |                                  |                                  |                                  |
| 1947                             | Bob Waterfield (8)                                                               |                                  |                                  |                                  |                                  |                                  |
| 1946                             | Bob Waterfield                                                                   |                                  |                                  |                                  |                                  |                                  |
| Cleveland Rams 1937 - 1945       |                                                                                  |                                  |                                  |                                  |                                  |                                  |
| 1945                             | Bob Waterfield                                                                   |                                  |                                  |                                  |                                  |                                  |
| 1944                             | Albie Reisz                                                                      |                                  |                                  |                                  |                                  |                                  |
| 1942                             | Parker Hall / Jack Jacobs                                                        |                                  |                                  |                                  |                                  |                                  |
| 1941                             | Parker Hall                                                                      |                                  |                                  |                                  |                                  |                                  |
| 1940                             | Parker Hall                                                                      |                                  |                                  |                                  |                                  |                                  |
| 1939                             | Parker Hall                                                                      |                                  |                                  |                                  |                                  |                                  |
| 1938                             | Bob Snyder                                                                       |                                  |                                  |                                  |                                  |                                  |
| 1937                             | Bob Snyder                                                                       |                                  |                                  |                                  |                                  |                                  |